# Agabus
Svatý Agabus nebo Agabo byl časný stoupenec křesťanství, který je uveden ve Skutcích apoštolů jako prorok. Podle tradice je jedním ze 72 učedníků.

## Bible
Agabus byl obyvatelem Jeruzaléma. Byl jedním ze 72 učedníků zmíněných v evangeliu podle Lukáše. O Letnicích se nacházel s dvanácti apoštoly v horní místnosti.
Podle skutků Sk 11, 27 – 28, 28 (Kral, ČEP) byl jedním ze skupiny proroků, kteří cestovali z Jeruzaléma do Antiochie. Měl dar proroctví a předpověděl hrozný hladomor ke kterému došlo za vlády císaře Claudia.
Podle skutků Sk 21, 10 – 12, 12 (Kral, ČEP) roku 58 n. l. se v Caesarea Maritima setkal se svatým Pavlem z Tarsu a varoval jej o jeho blízkém zatčení.
Šel do mnoha zemí, učil a přesvědčil mnoho lidí. Židé z Jeruzaléma ho zajali, uvázali mu provaz kolem krku, táhli ho městem a ukamenovali ho k smrti. Někdy je uváděno, že zemřel v Antiochii.
Jeho svátek se slaví 13. února.